# Герб Мукачева
Герб Мука́чева — офіційний герб міста Мукачево Закарпатської області, затверджений рішенням Мукачівської міської ради від 13 серпня 1998 року.

## Опис герба
Малий герб міста Мукачева: закомпонований на щиті розміром 1000×700 мм, синього кольору, на щиті зображений Святий Мартин — покровитель міста Мукачева в постаті єпископа з щитом в правій руці, який відповідає легенді. Елементи на щиті — меч та червона плащаниця притаманні особистості Святого Мартина. Кольорове вирішення герба відповідає геральдичним ознакам прапора міста.
У лівій руці — посох — символ єпископа. Ореол над головою — ознака святості.

## Історія герба

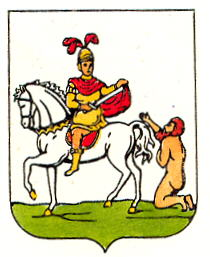
Герб Мукачева 1376 року

Печатка Мукачева 1577 року

22 травня 1376 року грамотою королеви Єлизавети місту Мукачево надано дозвіл використовувати печатку із зображенням Святого Мартина, покровителя місцевої церкви. На печатці 1577 року Святий Мартин зображений стоячим в митрі єпископа, одна рука піднята для благословення, в іншій — посох.
На печатках XIX століття святий зображений уже у вигляді римського легіонера на срібному коні з червоною попоною, який відсікає мечем шматок свого червоного плаща і віддає його жебраку, який сидить біля ніг коня. Герб міста підтверджувався владою у 1844 (з синім щитом) і 1902 роках (зі срібним щитом).
В архівних документах початку XX століття поле щита синє. Опис цього герба за словами А. Гречила: «У синьому полі на зеленому краї Святий Мартин у вбранні римського легіонера на срібному коні з червоною попоною відсікає мечем шматок свого червоного плаща і віддає його жебраку, що сидить біля ніг коня».
Герб міста Мукачево затверджений мукачівською міською радою 13 серпня 1998 року. На щиті зображена фігура Святого Мартина (у вбранні єпископа), а в малому щитці — меч і плащ Святого Мартина. Автори гербу — О. Андялоші, В. Цигак.
Герб Мукачева є одиничним у закарпатському міському гербівництві взірцем зображення християнського святого, однак він є типовим прикладом європейської емблематики міст ранньогеральдичного періоду, у якій мотиви, пов'язані із легендарними покровителями міст, були провідними.